# And No One Else Wanted to Play
...And No One Else Wanted To Play è un album degli SNFU pubblicato nel 1984. È il primo album discografico pubblicato dalla band.

## Tracce
1. Broken Toy – 2:18
2. She's Not On the Menu – 1:29
3. Money Matters – 2:27
4. I'm Real Scared – 1:59
5. Joyride – 1:34
6. Seein' Life through the Bottom Of A Bottle – 2:31
7. Cannibal Cafe – 2:14
8. Misfortune – 2:50
9. Plastic Surgery Kept Her Beautiful – 1:24
10. The Gravedigger – 2:36
11. Bodies In the Wall – 1:32
12. Get Off Your Ass – 1:58
13. Loser At Life/Loser At Death – 2:20
14. This Is the End – 2:17